# 響 (經紀公司)
響是日本武士道集團的聲優經紀公司。

## 簡介
此公司由於定位是武士道集團的經紀公司，旗下聲優有較多機會在武士道相關的動畫演出或是負責演唱主題曲，也經常在武士道相關的活動表演、電視節目中擔任主持人或是來賓。
自2016年起，事務所旗下聲優開始參與音樂劇的演出，同年秋季，武士道與Nelke Planning透過合作讓動畫與音樂劇有更強的連繫，並開始募集藝人參加雙方的演出，尚規定無事務所的合格者須加入響。
「武士道集團的聲優事務所響」雖然沒有隨著集團的重編而改變定位，但曾數次被移交予集團內的其他公司管理（見歷代營運公司章節）。

## 簡歷
2009年3月6日，株式會社響（第一代，現為株式會社武士道媒體）自武士道分拆，並與網路電台（響 -HiBiKi Radio Station-）等事業共同經營聲優管理業務。
橘田泉、中本順久（現自由身）、三森鈴子、於設立當年加入。
佐佐木未來在2010年2月6日舉行的「武士道卡牌遊戲LIVE2010」內開辦的公開甄選《「尋找艾莉！」全國聲優甄選巡迴全國決勝大賽》中取得優勝並加入，其後三森、德井、佐佐木、橘田組成聲優組合「Milky Holmes」。在該甄選中取得準優勝的寺川愛美（現藝名愛美）後來也加入響。在這之後
德井青空也加入響。
2012年，為遊戲版《少女福爾摩斯》主角小林歌劇配音的森嶋秀太加入響。
伊藤彩沙在2013年4月27日舉行的「大先導祭2013」內開辦的公開甄選《Milky Holmes Sisters成員搜索甄選決勝大賽》中取得優勝並加入，其後寺川、伊藤組成聲優組合「Feathers」。
株式會社響在集團重編後由於主要從事廣告代理商業務，於2013年6月1日將商號變更為株式會社武士道媒體。儘管公司名稱更換，聲優事務所仍繼續使用「響」此一名號。
2015年4月21日，宣佈西本梨美和尾崎由香加入響。
2015年5月1日，事務所事業自武士道媒體移轉至武士道音樂。
2016年6月3日，公告相羽亞衣奈已自5月加入響。
2016年9月29日，第二代株式會社響設立，事務所與同樣以「響」為品牌名稱的網路電台被移交至新公司管理。
2017年9月，紡木吏佐與遠野光加入響。

### 歷代營運公司
- 2009年3月6日－2013年5月31日：第一代株式會社響
- 2013年6月1日－2015年4月30日：株式會社武士道媒體（變更商號）
- 2015年5月1日－2016年9月28日：株式會社武士道音樂（移交事業）
- 2016年9月29日－2020年1月31日：第二代株式會社響（移至新公司）
- 2020年2月1日－：株式會社武士道Move（變更商號）

## 旗下聲優
（凡例）
（記號1 姓名 記號2）
記號1 所屬時期(空白)：第一代株式會社響時期加入的所屬者☆：株式會社武士道媒體時期加入的所屬者○：株式會社武士道音樂時期加入的所屬者□：第二代株式會社響時期加入的所屬者◇：株式會社S・響・Ace Crew 聯合徵選2020 時期加入的所屬者♡：「D4DJ」企劃中第六個組合「Lyrical Lily」時期加入的所屬者◇♡：新人声優オーディション2024 時期加入的所屬者
記號2 其他
※：（2016年以後）有出演舞台劇的所屬者

### 響（女性聲優）
- 橘田泉 ※
- 三森鈴子 ※
- 佐佐木未來 ※
- 愛美
- 伊藤彩沙 ※
- ☆ 西本梨美 ※
- ○ 相羽亞衣奈 ※
- □ 遠野光 ※
- □ 進藤天音
- □ 西尾夕香
- ♡深川瑠華
- ♡渡瀨結月
- ◇ 立石凛
- ◇青木陽菜
- □ 千春
- ◇♡汐見梨沙
- ◇♡南村優羽

### 組合
- Milky Holmes（2019年2月活動結束[8][9]）（三森、德井青空、佐佐木、橘田）
  - Feathers[註 4]  （愛美、伊藤）

### HiBiKi（男性聲優）
- 森嶋秀太（日语：森嶋秀太） ※
- □ 真野拓實
- □ 前田誠二 ※
- □ 伊藤昌弘
- ◇♡ 和泉龍輝
- ◇♡ 松本雪杜

## 過往所屬聲優
男性聲優
- 中本順久（日语：中本順久）（自由身，2013年3月退出）
- □ 城田純（藝能界活動休止，2019年6月30日退出）
- □ 日向大輔（日语：日向大輔）（自由身，2025年3月退出）

女性聲優
- 德井青空（2018年3月底退出，現為愛貝克思影業（日语：エイベックス・ピクチャーズ）旗下聲優）
- ☆ 尾崎由香 ※（2019年5月31日退出，隔日6月1日移籍至研音）
- □ 紡木吏佐 ※（2023年10月31日退出，現為mitt management）
- □ 美波和嘉菜（2024年4月30日退出，現為Galaxy Promotion）

### 補充說明
1. ↑  音樂劇演員出身，2009年成為響旗下聲優的三森鈴子時隔6年左右再次演出音樂劇，此外還有2016年新加入並持續參與舞台演出的相羽亞衣奈，以及2016年首次挑戰舞台演出的森嶋秀太和伊藤彩沙。
2. ↑  武士道媒體已在4月18日先行揭露西本是BanG Dream!的聲優組合「Poppin'Party」成員。
3. ↑  事務所網頁記載的連絡對象為「株式會社武士道音樂 聲優事務所『響』」[2]。2015年5月8日，福爾摩斯偵探學園公告其營運者自5月1日起變更為武士道音樂[3]。武士道公司網站上也將「藝人管理」事項移至武士道音樂[4]（後於第二代株式會社響設立後移至響）。
4. ↑  也被稱作「Milky Holmes Feathers」。

## 相關項目
- 偵探歌劇 少女福爾摩斯
  - Milky Holmes
  - Mirumiru Milky（日语：みるみるミルキィ）
- BanG Dream!
- 月刊武士道TV（日语：月刊ブシロード#月刊ブシロードTV）
  - 彩由香（日语：月刊ブシロード#アヤユカ）

## 外部連結
- 響 HiBiKi 所屬聲優（页面存档备份，存于）（日語）